# Distrito de Boulogne-Billancourt
El distrito de Boulogne-Billancourt es un distrito (en francés arrondissement) de Francia, que se localiza en el departamento de Altos del Sena (en francés Hauts-de-Seine), de la región de Isla de Francia. Cuenta con 9 cantones y 9 comunas.

## División territorial

### Cantones
Los cantones del distrito de Boulogne-Billancourt son:
1. Cantón de Boulogne-Billancourt-Noreste
2. Cantón de Boulogne-Billancourt-Noroeste
3. Cantón de Boulogne-Billancourt-Sur
4. Cantón de Chaville
5. Cantón de Issy-les-Moulineaux-Este
6. Cantón de Issy-les-Moulineaux-Oeste
7. Cantón de Meudon
8. Cantón de Saint-Cloud
9. Cantón de Sèvres

### Comunas
| 1. Boulogne-Billancourt (92012) | 2. Chaville (92022)    | 3. Issy-les-Moulineaux (92040) | 4. Marnes-la-Coquette (92047) |
| 5. Meudon (92048)               | 6. Saint-Cloud (92064) | 7. Sèvres (92072)              | 8. Vaucresson (92076)         |
| 9. Ville-d'Avray (92077)        |                        |                                |                               |